# Súng

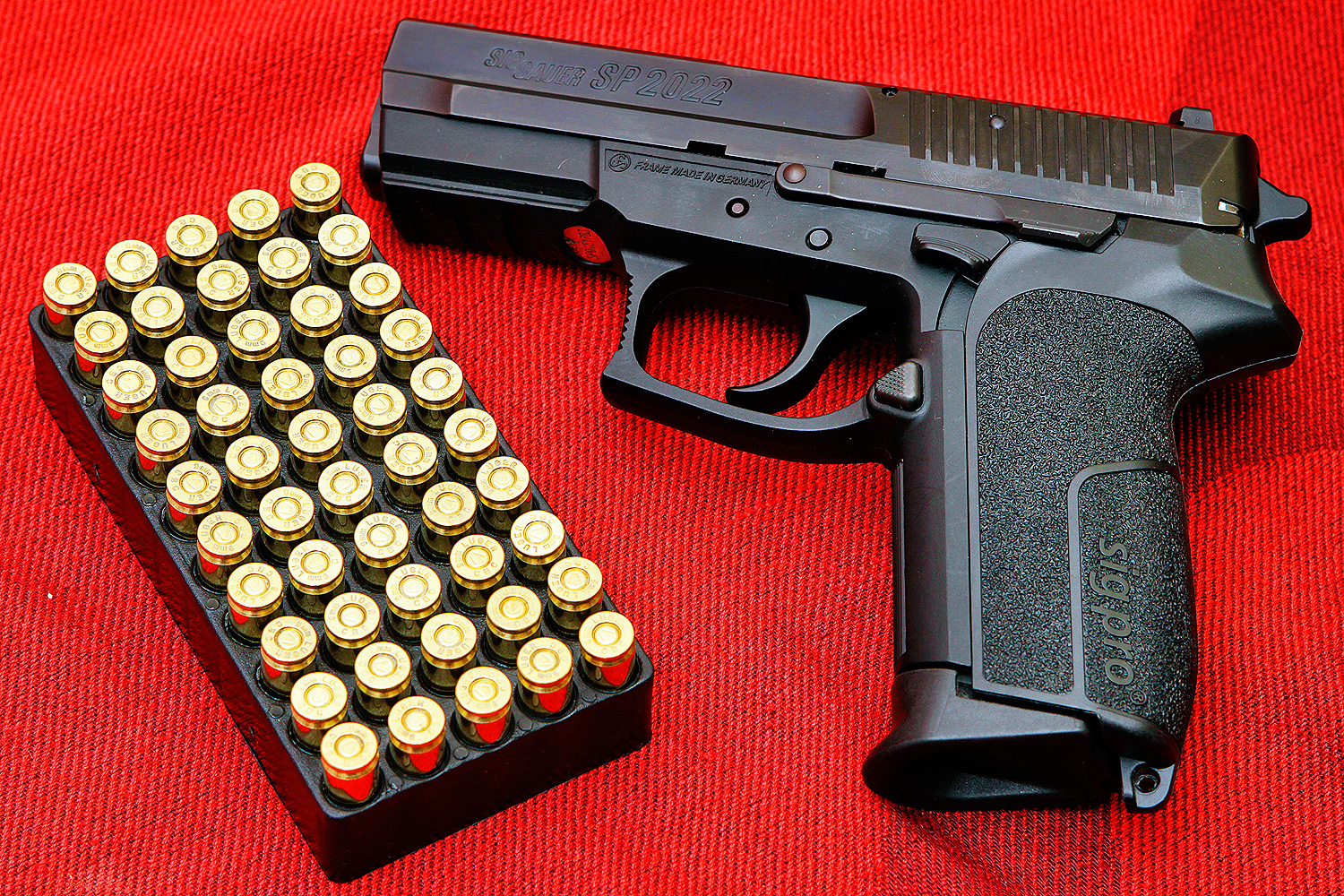
Một khẩu súng ngắn bán tự động SIG Pro

Súng là một loại vũ khí sử dụng lực đẩy của thuốc súng để bắn đạn qua nòng súng nhằm gây sát thương hoặc tiêu diệt hoàn toàn mục tiêu. Súng được trang bị cho cá nhân hoặc một nhóm sử dụng. Loại vũ khí có nguyên tắc cấu tạo như súng nhưng lớn hơn về kích thước nòng, đạn, tầm bắn, phương pháp xạ kích... được gọi là pháo. Theo quy ước của phương Tây, trong kỹ thuật vũ khí, cỡ nòng của vũ khí nhỏ hơn 20 mm thì được gọi là súng, còn lớn hơn gọi là pháo. Tuy nhiên vẫn có một số trường hợp ngoại lệ, ví dụ như các súng chống tăng (như RPG-2 (B40), RPG-7 (B41) hay súng cối (súng cối bộ binh), chúng tuy có cỡ nòng lớn hơn 20mm từ 1.5 đến cả chục lần, nhưng vẫn được gọi là súng.
Súng được phân loại theo nhiều tiêu chuẩn khác nhau, mỗi tiêu chuẩn sẽ do mỗi quân đội của mỗi nước khác nhau quy định. Có thể kể đến như: kích thước (ngắn, dài, lớn, vừa, nhỏ); số lượng nòng (súng đơn nòng, súng đa nòng); kết cấu nòng (súng nòng trơn và súng nòng khương tuyến); đặc tính cấu tạo; mức độ tự động hoá (súng tự động, súng bán tự động, súng không tự động,...); tính năng tác dụng (súng trường, súng máy,...); loại đạn sử dụng (7.62, 5.56, 5.45,...); ....
Trước đây, người ta dùng nỏ và cung để bắn tên hay đạn đến mục tiêu, tuy nhiên, ngày nay nhiều thứ nỏ vẫn được gọi là súng, như "súng cao su", hay các ống phụt dùng làm công cụ cũng được gọi là súng, như "súng bắn đinh". Loại dùng trong quân sự như súng phun lửa (chúng phun hỗn hợp lửa và vật liệu cháy để gây sát thương hoặc tiêu diệt đối phương) có lúc cũng không phải là súng đúng nghĩa.
Hiện nay, có nhiều loại súng khác nhau đã được chế tạo, nhưng nhiều hơn cả là loại súng sử dụng đạn có vỏ và đầu đạn bằng kim loại, sử dụng thuốc súng để đạn qua một cái ống. Cái ống đó được gọi là "nòng". Nòng súng là bộ phận có tác dụng chắn khí áp cao và định hướng đạn bắn chính xác về phía mục tiêu. Nòng súng vì phải làm việc trong môi trường có nhiệt độ cao, áp suất lớn và độ mài mòn mạnh nên chúng đòi hỏi chi phí (vật liệu, công nghệ, nhân công) và thời gian gia công rất tốn kém để có độ bền cao hơn.

## Phân loại
- Theo nguồn năng lượng sinh công khi bắn, có súng hỏa khí, súng hơi, súng cơ và súng điện tử.
- Theo đặc điểm kết cấu và tính năng hoạt động, có: Súng ngắn, súng trường, cácbin, tiểu liên, súng máy (bao gồm tiểu liên, trung liên, đại liên), súng phóng lựu...
- Theo kết cấu nòng súng, có: Súng nòng trơn và súng nòng có rãnh xoắn.
- Theo đối tượng trang bị, có: Súng bộ binh, súng trên máy bay, súng trên xe chiến đấu...
- Theo biên chế sử dụng, có: Súng cá nhân và súng tập thể.
- Theo phương pháp sử dụng, có Súng cầm tay và súng có giá.
- Theo đối tượng tác chiến, có: Súng chống bộ binh, súng chống tăng, súng máy phòng không...
- Theo mức độ tự động hóa, có: Súng không tự động, súng bán tự động (tự động nạp đạn) và súng tự động.
- Theo số nòng, có: Súng một nòng, súng hai nòng và súng nhiều nòng...

Súng có thể bắn ra các loại đạn (đạn súng thông thường, đạn chì, đạn ghém, đạn lựu phóng, đạn chống tăng...) hoặc phương tiện sát thương khác (như chất cháy, mũi tên...). Đạn có thể nạp từ đuôi hay đầu nòng, từng viên hay nhiều viên chứa trong các hộp, băng...
Các kiểu súng đầu tiên xuất hiện từ thế kỷ XIII - XIV ở nhiều nước, trong đó có Việt Nam. Từ giữa thế kỷ XVI về trước chủ yếu sử dụng súng hỏa mai, Súng kíp ra đời cuối thế kỷ XV và được dùng rộng rãi đến giữa thế kỷ XIX. Sau đó xuất hiện súng có rãnh xoắn, phát hỏa bằng kim hỏa. Cuối thế kỷ XIX đầu thế kỷ XX xuất hiện súng tự động - loại súng phổ biến nhất hiện nay.

## Nguồn gốc súng

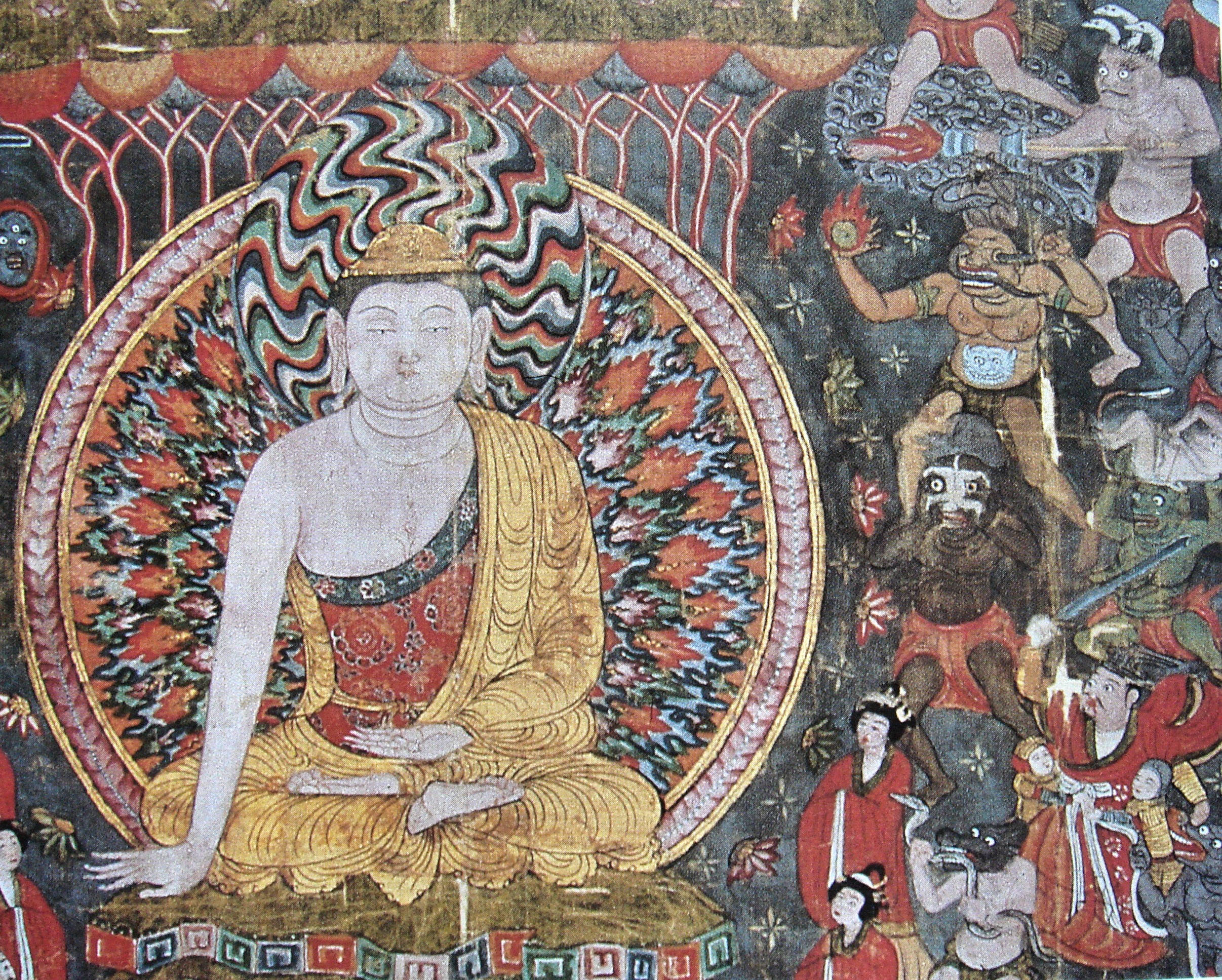
Góc trên bên phải: yêu ma dùng Hỏa Thương và Lựu Đạn

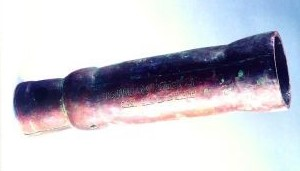
Khẩu Thượng Đô Hỏa Súng có niên đại 1298

### Pháo (đại bác)

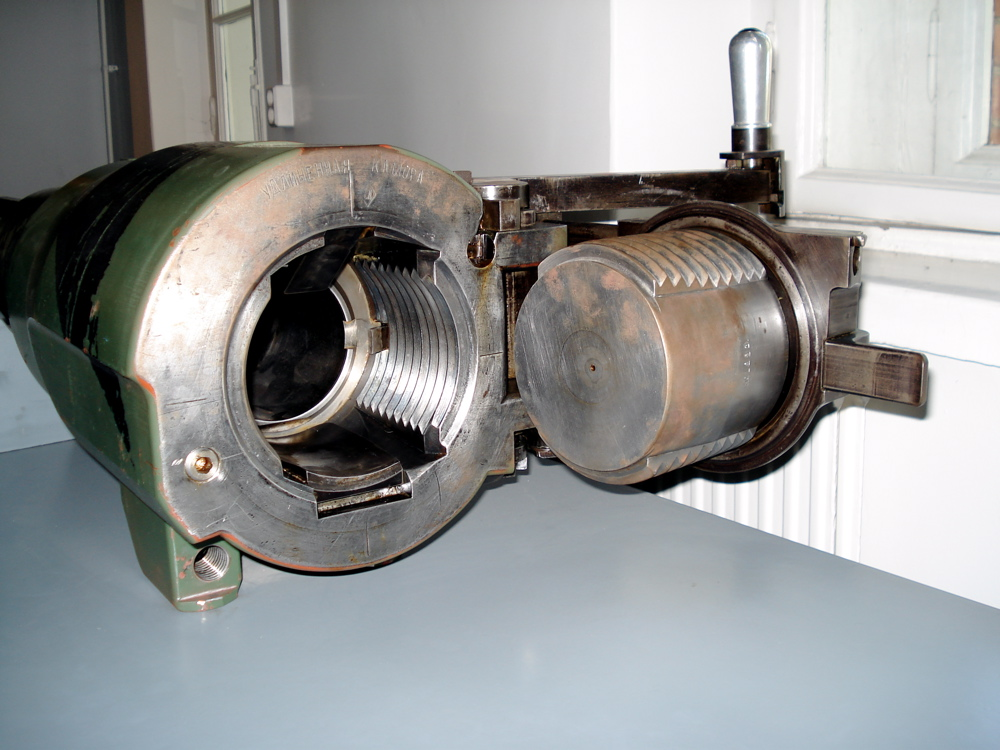
Khóa nòng M1910 122mm Nga, kiểu này gọi là khóa nòng ren cắt, quay 1/4 hoặc 1/6 vòng là chặt

#### Đạn, liều và khóa nòng.

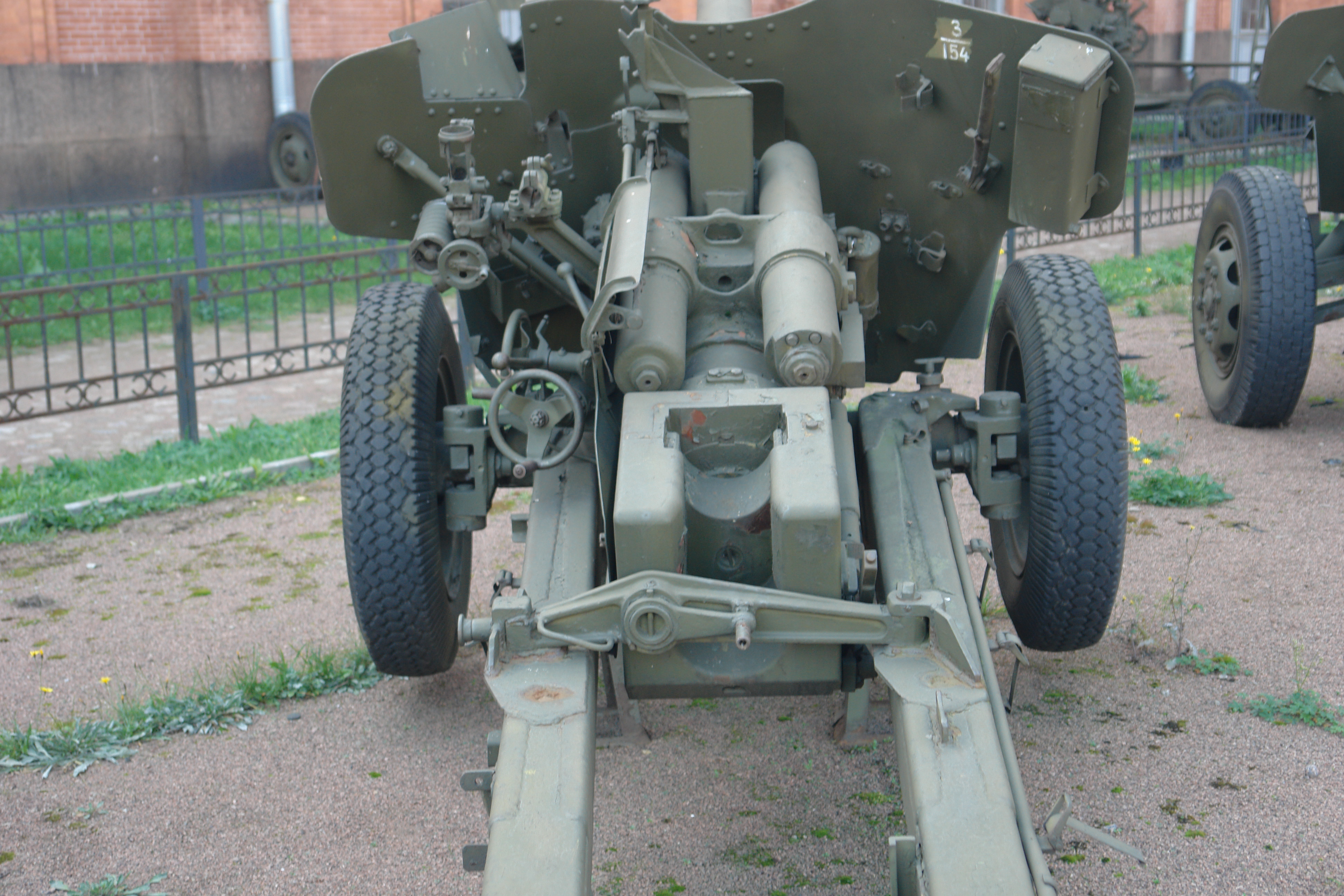
Khác với khóa nòng ren cắt, đây là Khóa nòng ngăn kéo, pháo chống tăng T-12 100mm

#### Nòng xoắn, thuốc phóng ổn định và đạn xuyên phá

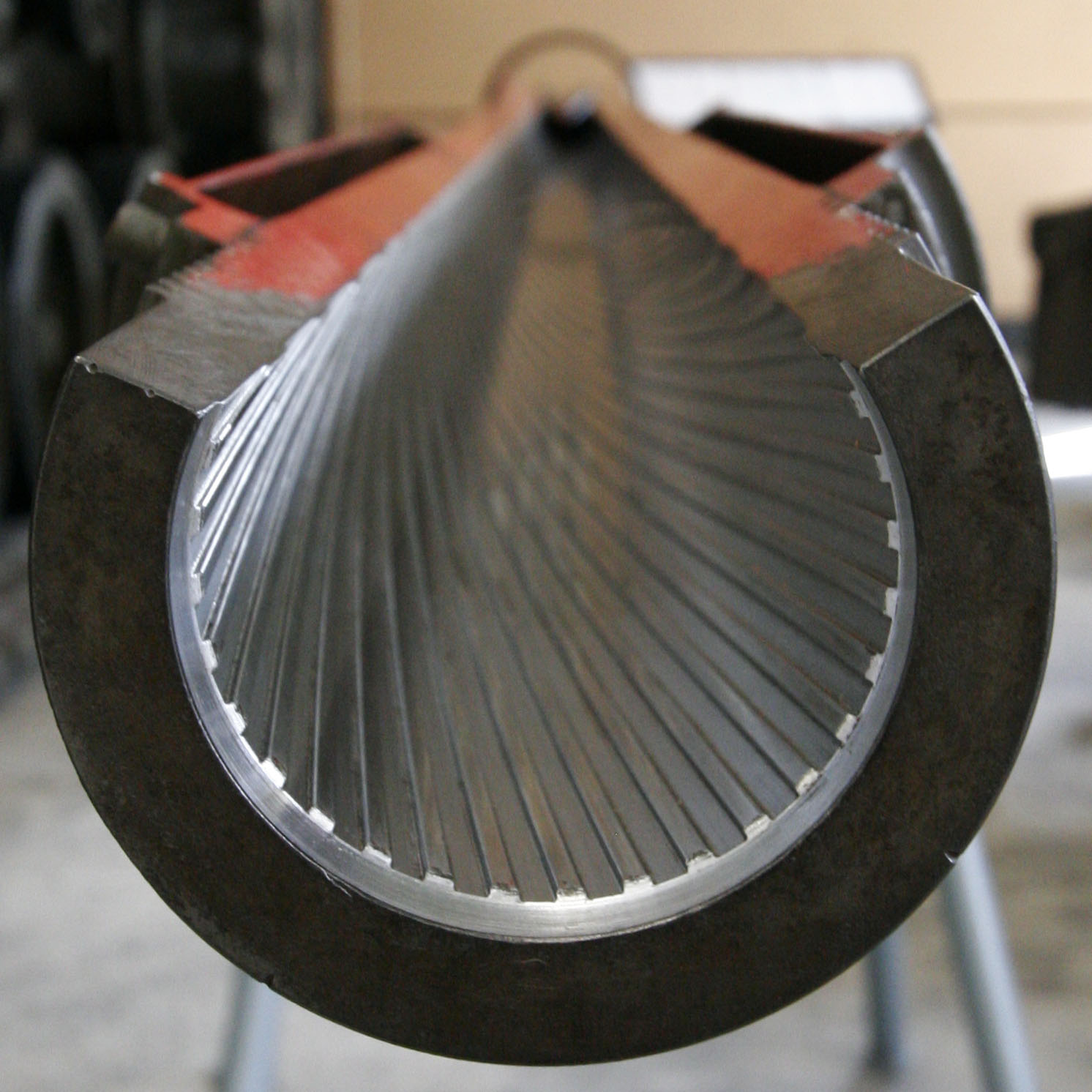
Súng trên xe tăng 105mm L7. Nòng dược cắt mở để nhìn rõ rãnh xoắn (khương tuyến).

### Súng ngắn

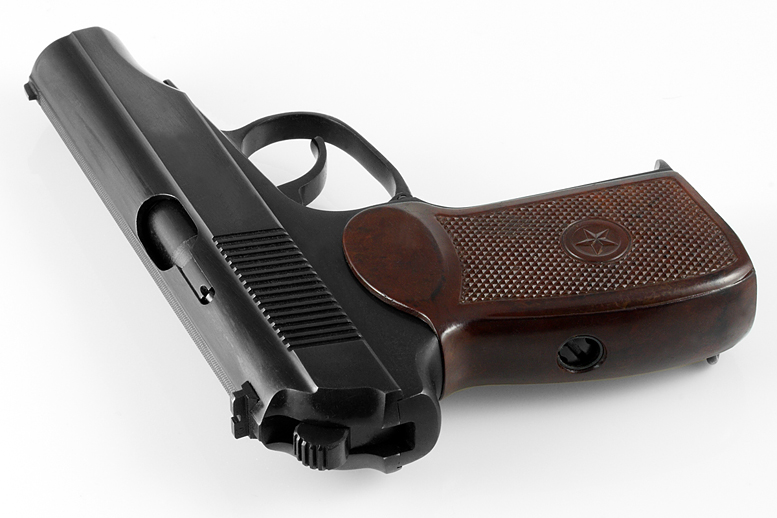
Súng ngắn K-59 Makarov

#### Súng ngắn bắn phát một

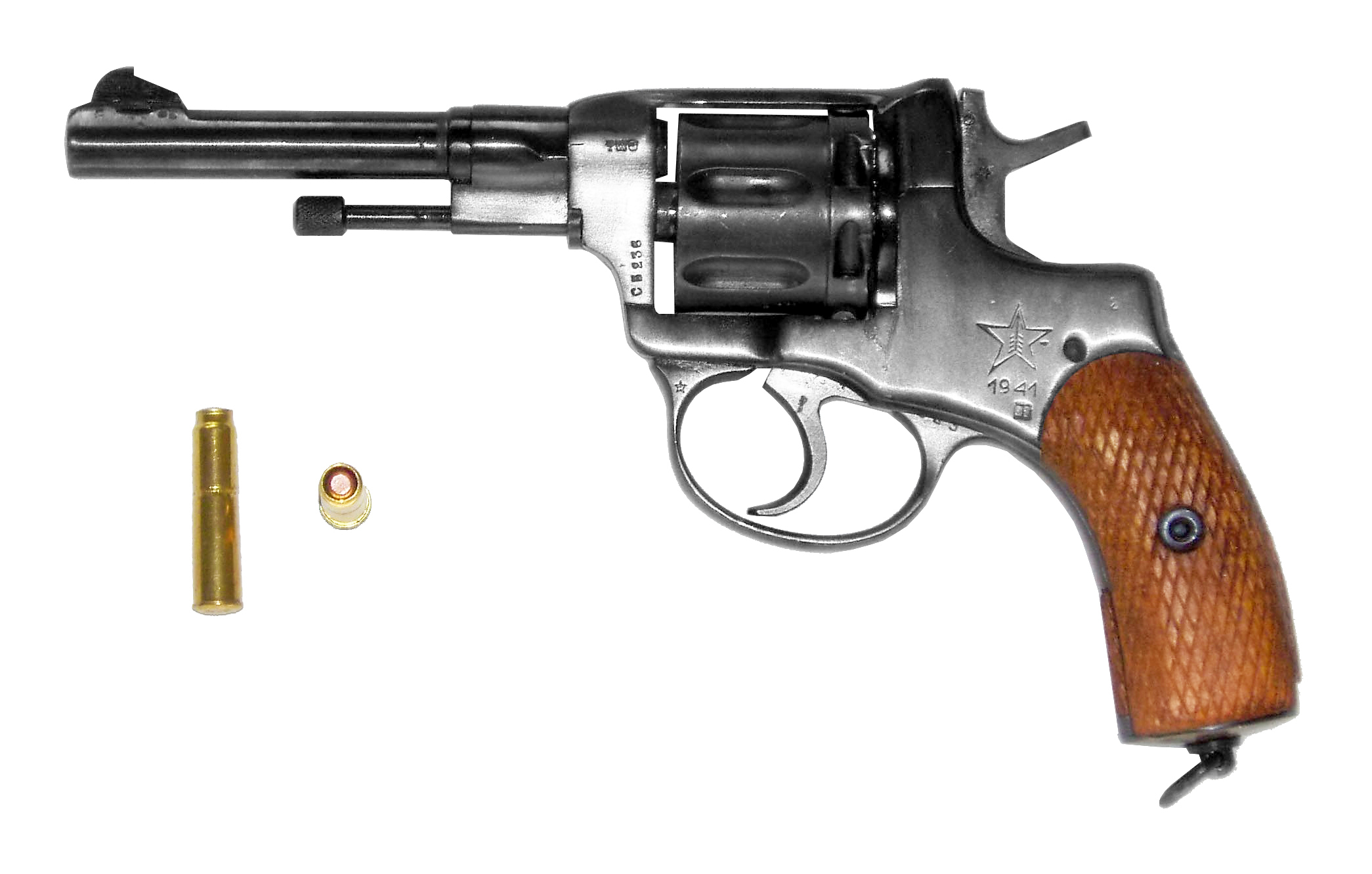
Nagant M1895. Các ổ đạn lần lượt quay vào nòng, điển hình của súng ngắn bắn phát một cuối thế kỷ XIX

### Vũ khí cá nhân chính

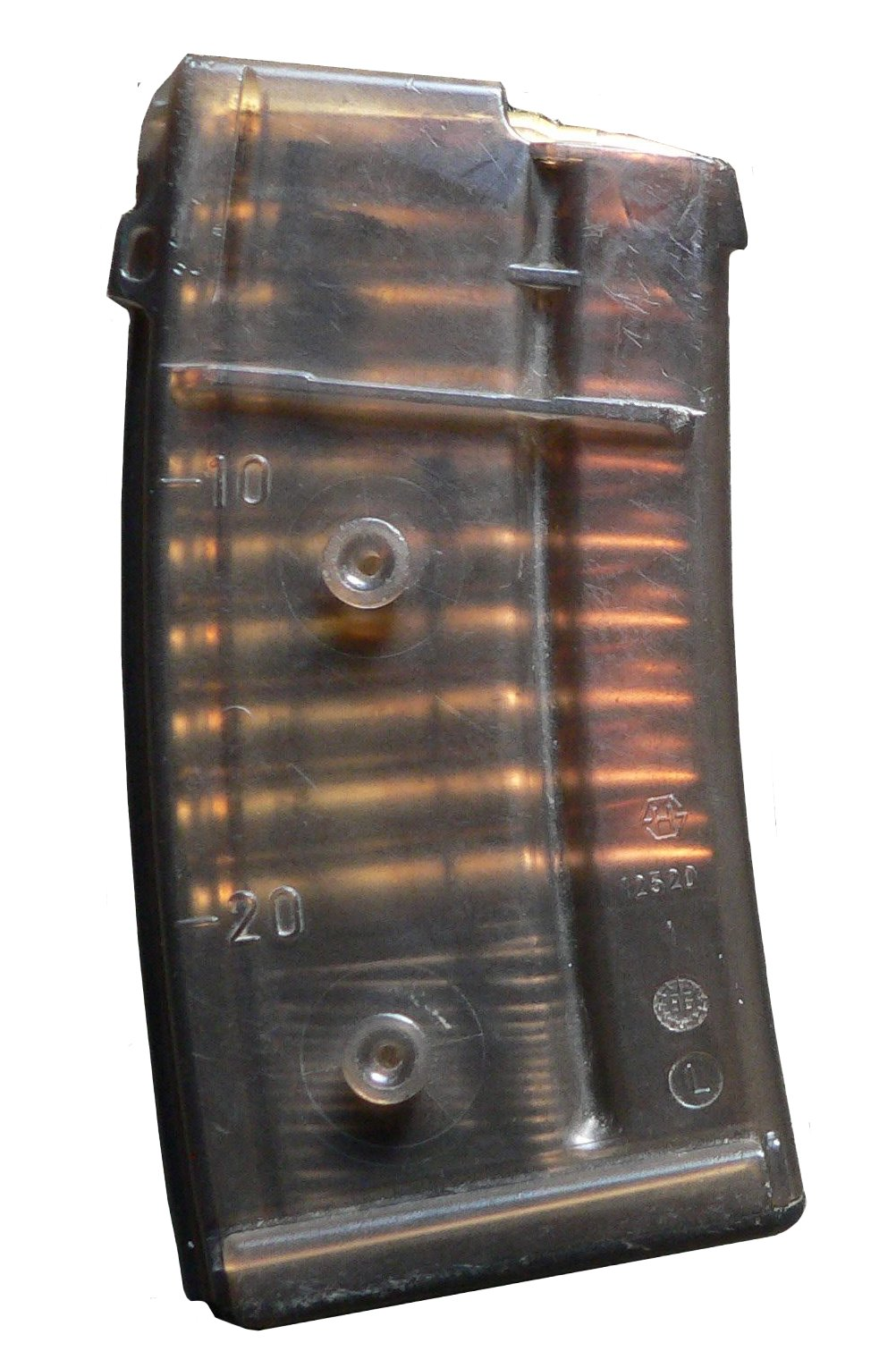
Băng đạn súng SG550

đạn có khe móc. 1 đầu đạn. 2 vỏ đạn. 3 thuốc đạn. 4 khe móc. 5 hạt nổ

#### Súng trường trợ chiến

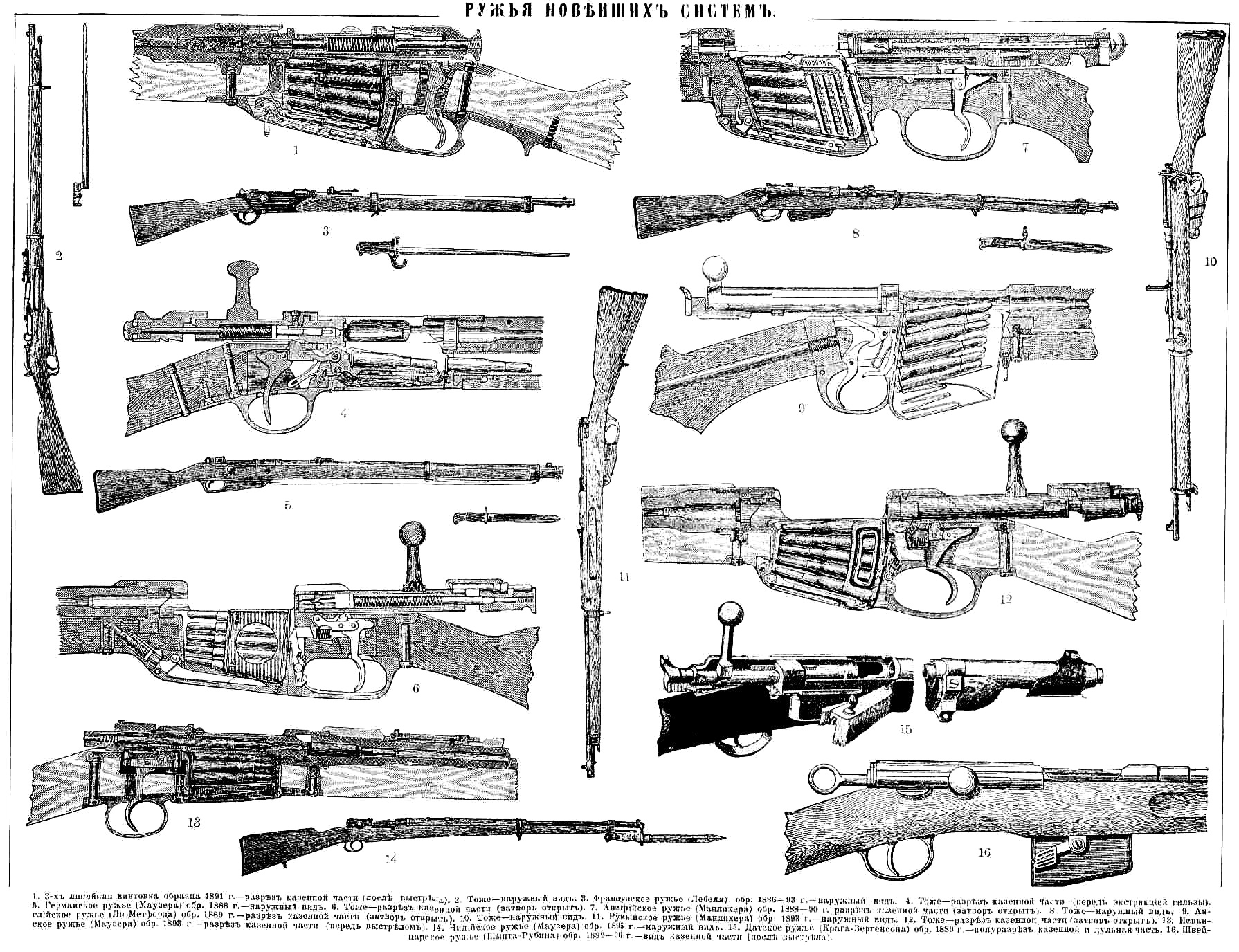
Các loại súng trường năm 1905

#### Gewehr 1888 (G88), Mosin và Mauser

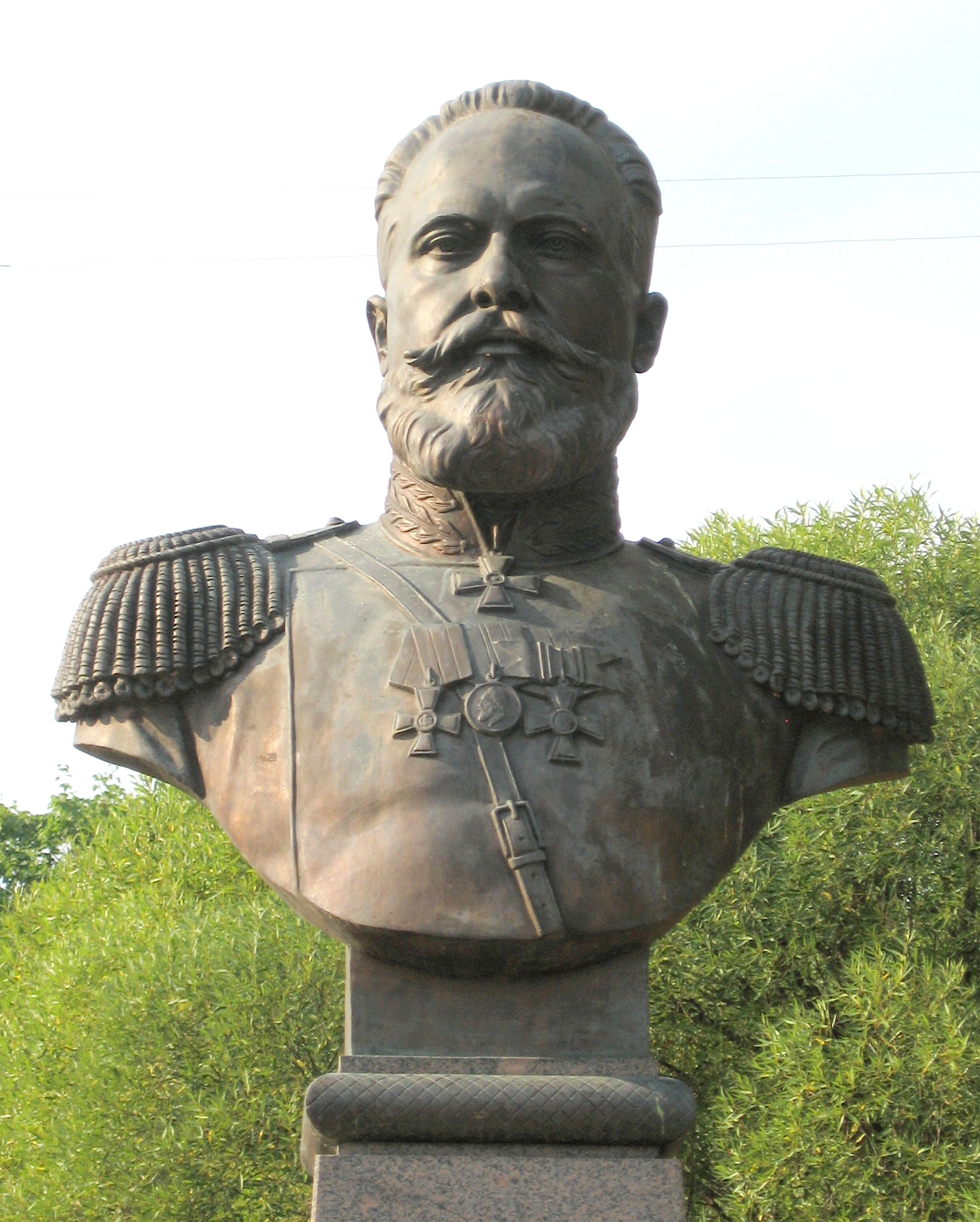
Bức tượng bán thân Sergei Ivanovich Mosin, tác giả khẩu súng trường Mosin Nagant 1891

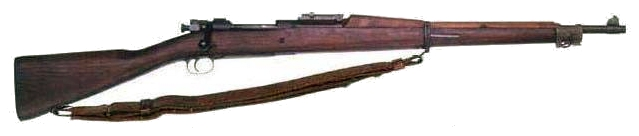
M1903 Springfield

#### Súng trường bán tự động

Cơ cấu máy súng Fedorov Avtomat

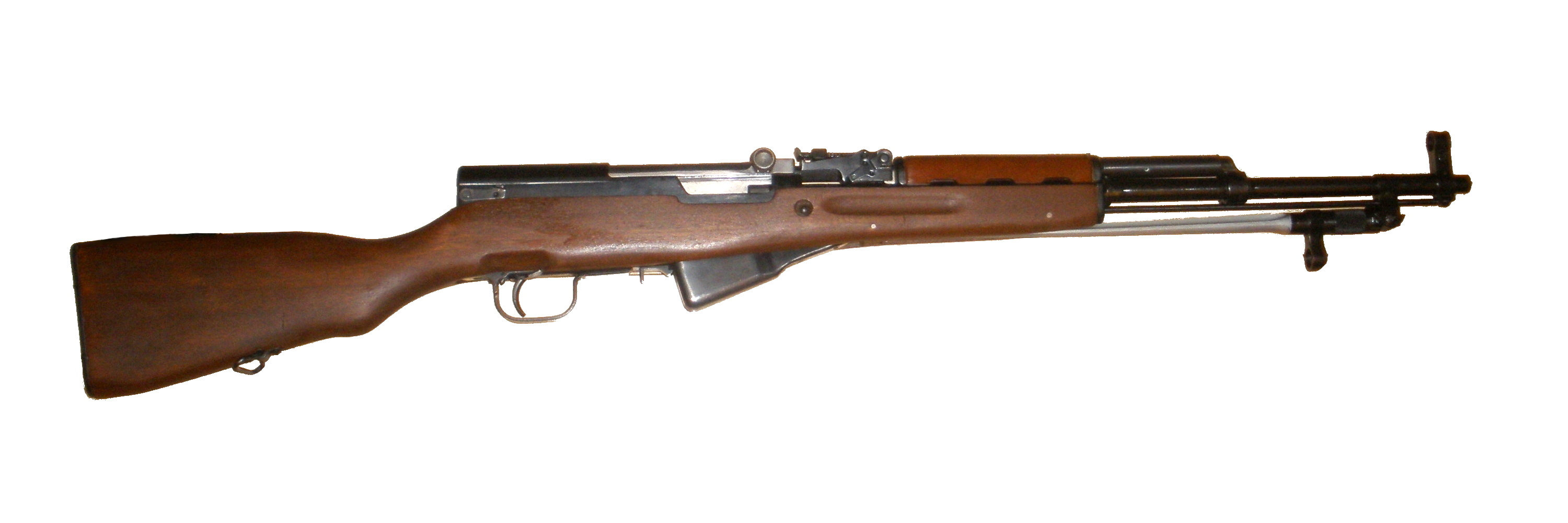
Súng cạc-bin trường bán tự động SKS-45